# Philips van Horne SG
De Philips van Horne is een scholengemeenschap in Weert. Op de Philips van Horne kunnen leerlingen terecht voor mavo en havo. Daarnaast biedt de school de leerlingen veel extra uitdagingen om hun talenten te ontdekken en ontwikkelen. Op de Philips van Horne zitten de leerlingen op mavo en havo de eerste twee leerjaren in heterogene klassen. De doelstelling van de school is: leerlingen helpen bij hun voorbereiding op een vervolgstudie of een plaats in de maatschappij. De school legt in haar onderwijs sterk het accent op de begeleiding van de leerlingen. 
De Philips van Horne is een school op katholieke grondslag. De identiteit van de school wordt gekenmerkt door het openstaan voor de verschillende opvattingen en overtuigingen van zowel het personeel als de leerlingen en ouders. Deze openheid betekent concreet dat de school waarden als verdraagzaamheid, respect, vrijheid en vertrouwen als basis kent voor de omgang met elkaar. Het onderwijs krijgt vanuit deze waarden zijn vorm; het is niet alleen gericht op het behalen van een diploma, maar ook op de vorming tot volwassene. Dat onderwijs is een geheel van effectief onderwijs, vormend onderwijs en leerlinggericht onderwijs.
De Philips van Horne werkt nauw samen met Het College en Het Kwadrant. De school heeft een duidelijke regionale functie. De leerlingen komen uit een gebied, dat begrensd wordt door een straal van ongeveer 15 kilometer. De Philips van Horne is onderdeel van de Stichting Limburgs Voortgezet Onderwijs (LVO) te Sittard.

## Ontstaan
De huidige Philips van Horne Scholengemeenschap is een resultaat van de volgende fusies:
- 1968: MMS St. Auxiliatrix en Paters van de H. Geest
- 1970: Mavo St. Ursula, Mavo Oost en Mavo St. Louis
- 1996: Scholengemeenschap Hoogh Weert
- 1998: Wertha Onderwijsgemeenschap

De scholengemeenschap ontleent haar naam aan Filips van Montmorency (1524-1568), beter bekend als graaf Filips van Horne, Heer van Weert, die begraven ligt in de plaatselijke Martinuskerk.

## Foto's
Hieronder een paar foto's van het gebouw

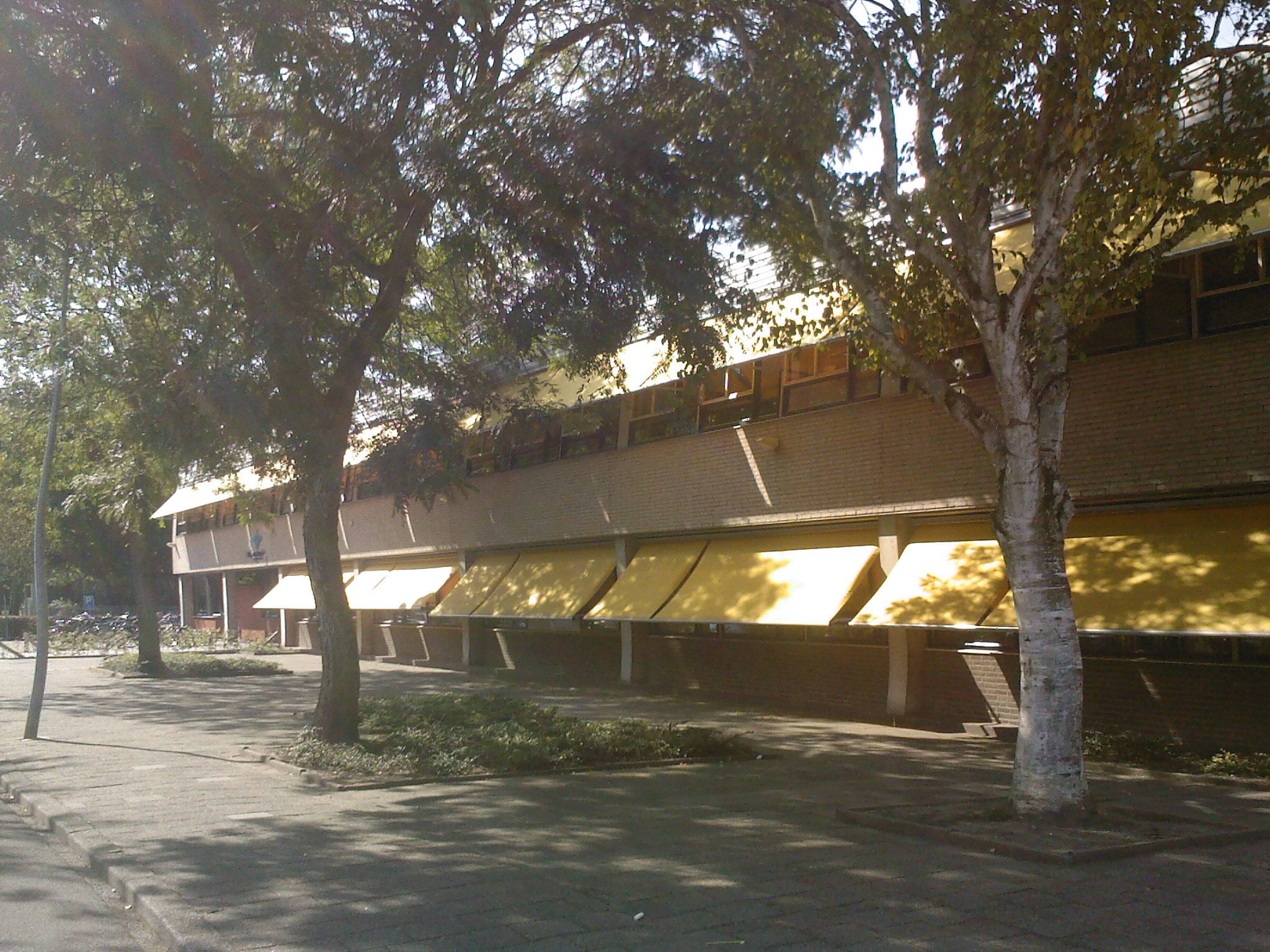
B-vleugel vanaf de Werthastraat
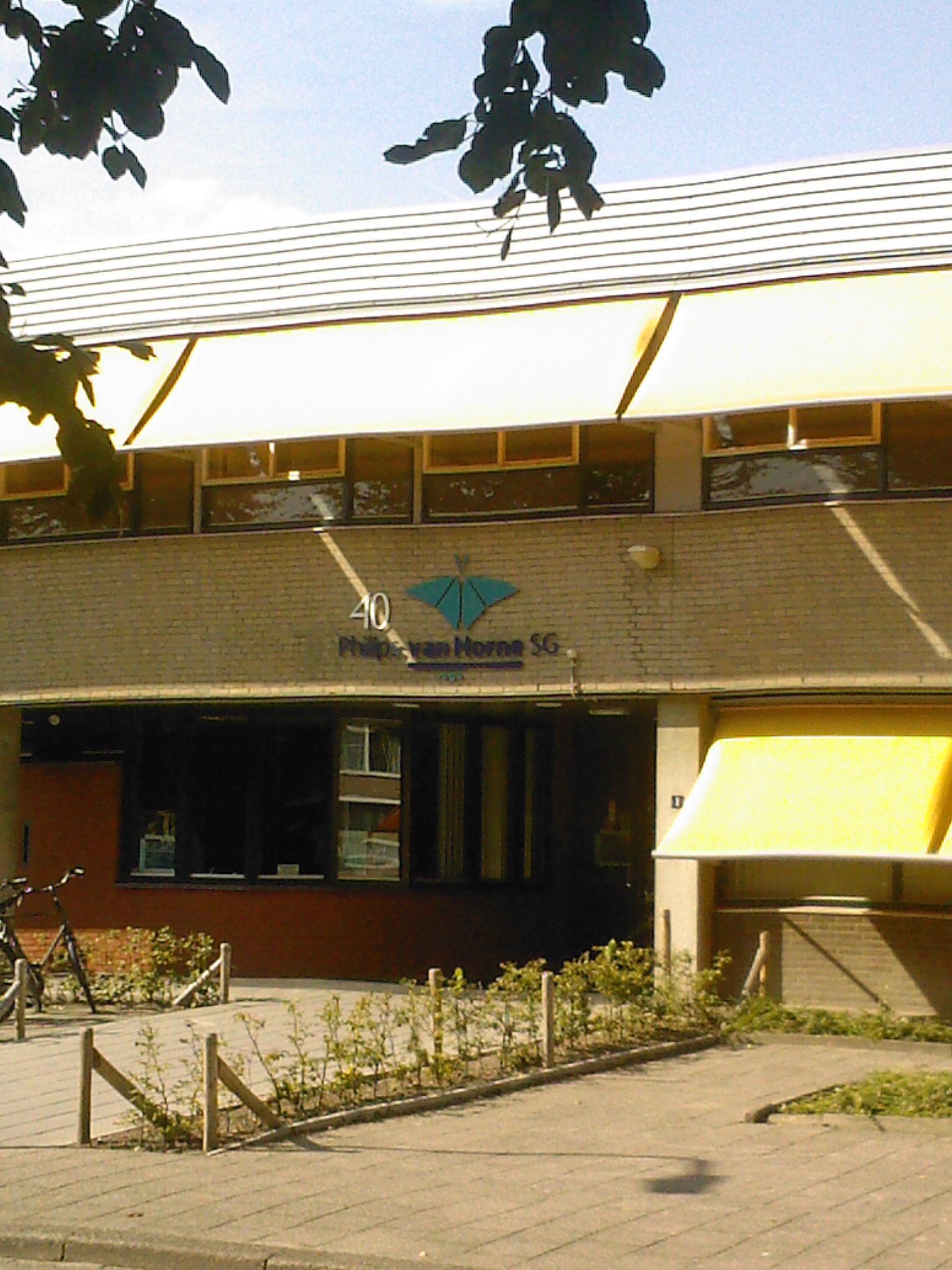
Hoofdingang
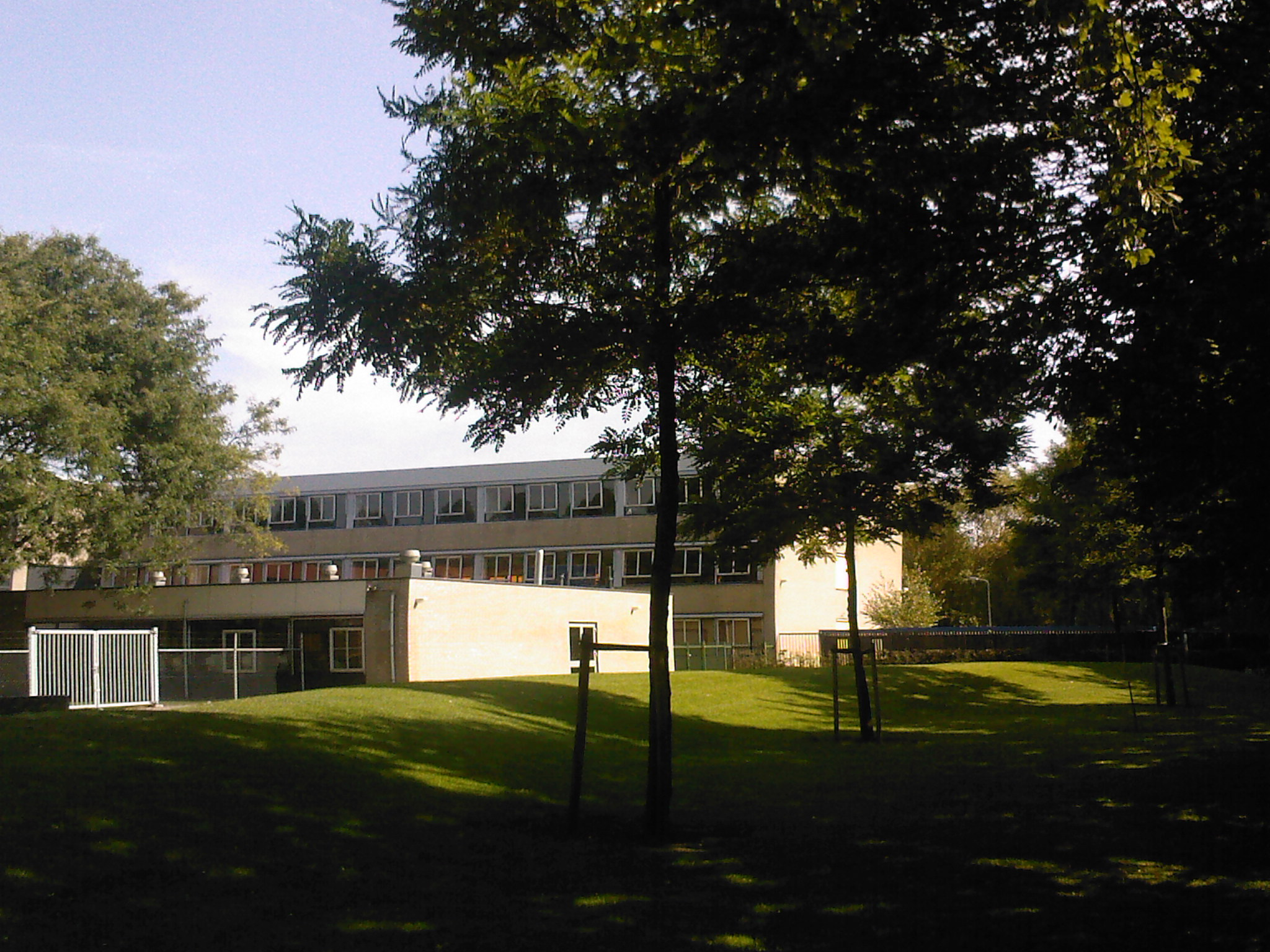
"oude" F-vleugel en C-vleugel
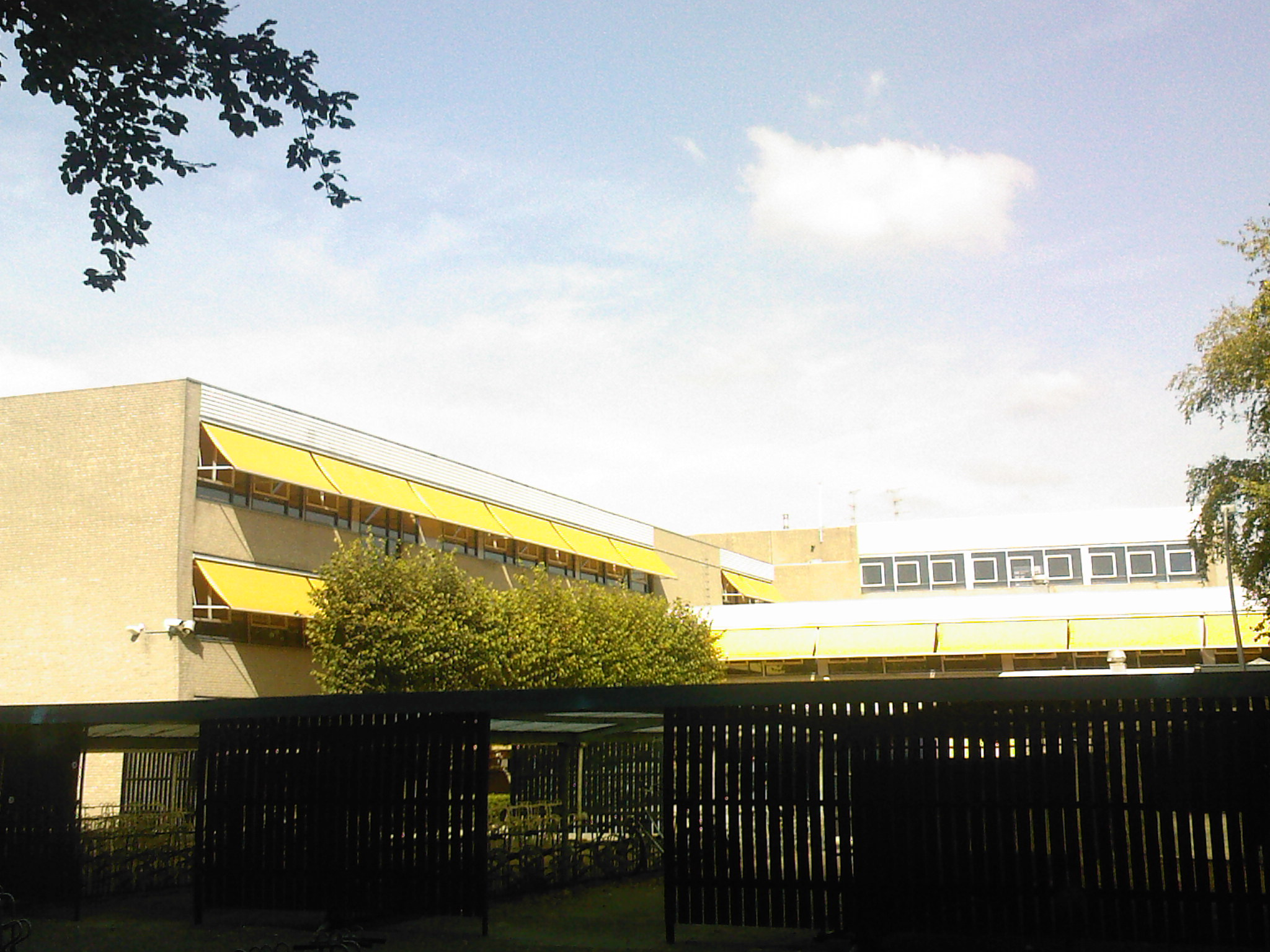
Fietsenstalling bovenbouw en binnenplaats bovenbouw

## De Philips en muziek
De Philips van Horne is onlosmakelijk verbonden met muziek. De school heeft muziek heel erg hoog in het vaandel staan. Dit blijkt onder andere uit de vele muziekactiviteiten die jaarlijks plaatsvinden. Verder wordt er veel geïnvesteerd in het muziekonderwijs op de school. Zo zijn er speciale studio's waar leerlingen muziek kunnen spelen en werkt de school ook sinds 2009 intensief samen met conservatoria.

## Schoolkrant
De Echo is de schoolkrant voor scholieren en docenten. De Echo is een kleurenmagazine met als inhoud een mix tussen informatie voor de ouders en vertier voor de leerlingen. De redactie van De Echo bestaat uit leerlingen van verschillende klassen, en staat onder toezicht van een docent Nederlands. Tot maart 2011 was De Echo de enige wekelijkse schoolkrant in Nederland. De totale maandelijkse oplage van De Echo is 2000 exemplaren. De redactie van De Echo  won op zaterdag 9 april 2011 op de schoolkrantdag in Amsterdam de publieksprijs voor de beste cover. Met 1060 stemmen waren zij de winnaar.

## Buitenschoolse activiteiten
De Philips van Horne biedt naast het normale lesprogramma ook verschillende activiteiten.
Hieronder staat een aantal van deze activiteiten. Er zijn verschillende sportactiviteiten, maar ook religieuze en culturele activiteiten. Ook worden er verschillende reizen georganiseerd door het jaar heen.
Maar het bekendst zijn toch de muziekactiviteiten van de school. De school werkt daarvoor ook samen met muzikale vervolgopleidingen voor de leerlingen. Naast workshops stimuleert de school leerlingen ook in het meedoen aan verschillende talentenjachten, namelijk "Van Horne Muziekgala", "Van Horne Pop" en "Van Horne Unplugged" (voor akoestische instrumenten).

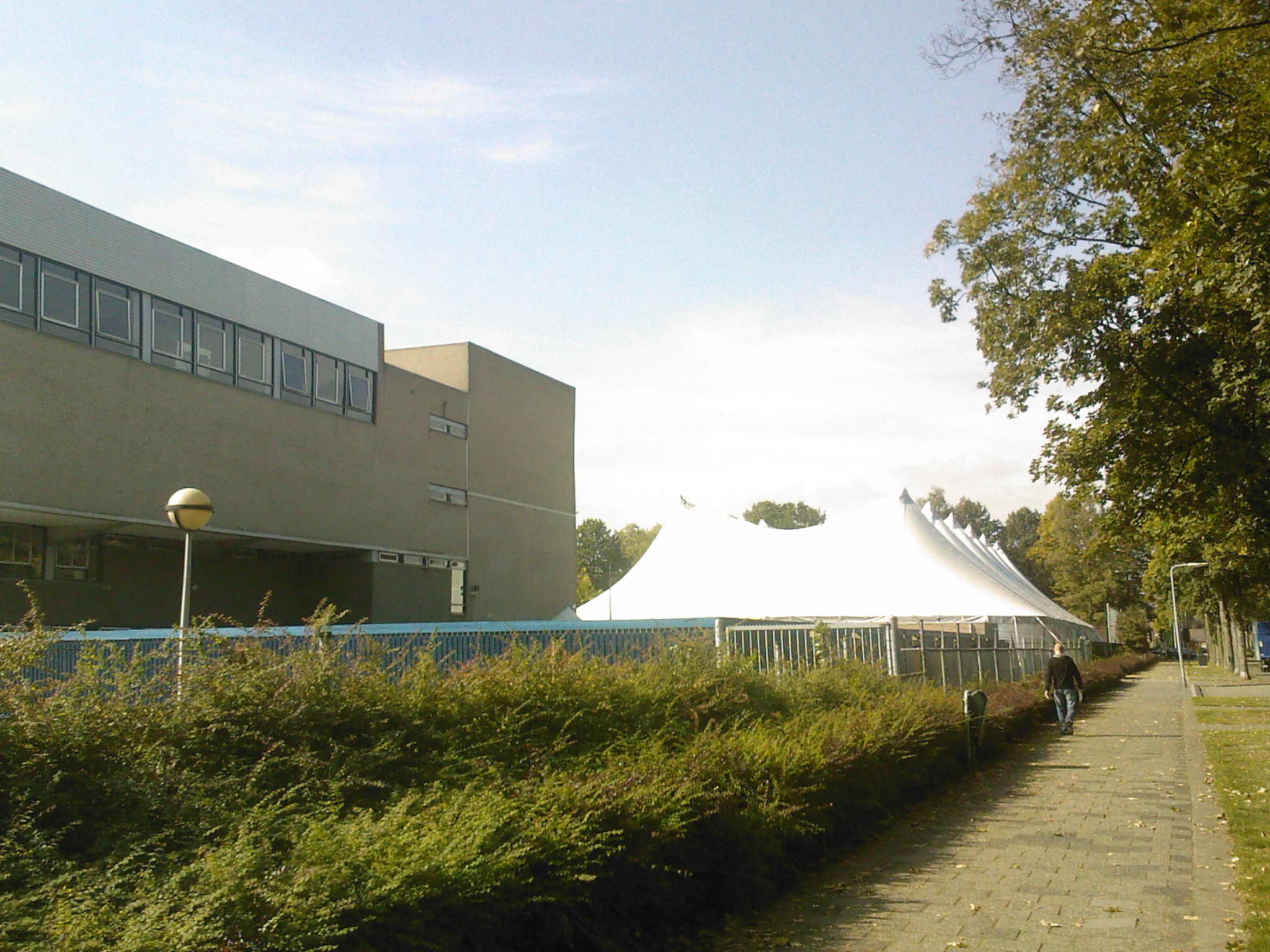
De feesttent

## 40 Jaar Philips van Horne
De Philips van Horne bestond in 2008 veertig jaar. De school vierde dit met vele activiteiten gedurende het hele schooljaar 2008-2009. Zo werd er een feestavond gehouden, waar onder andere Rowwen Hèze een optreden verzorgde. Ook vond er een reünie plaats voor alle oud-leerlingen van de school. Het jubileumjaar werd afgesloten met een bezoek van staatssecretaris Frans Timmermans en een grote sponsorloop, waaraan een groot aantal prominenten zoals bekende ex-scholieren meededen. De opbrengst van de sponsorloop ging naar het derde wereld project van de Philips van Horne, dat op dat moment een project betrof voor een school in Afghanistan. Dit project was in dat jaar opgezet door eindexamenkandidate Najla Saraj.

## Specialisatie
Door de nauwere samenwerking met Het College en Het Kwadrant is de school genoodzaakt afspraken te maken over het aanbod van het onderwijs. De Philips van Horne biedt daardoor alleen nog mavo- en havo-onderwijs. Het College verzorgt het vwo-aanbod, Het Kwadrant het overige vmbo.

## Bekende ex-scholieren
- Pieter Custers, handboogschutter
- Geert Gabriëls, wethouder van Weert, gedeputeerde van Limburg en Tweede Kamerlid
- Tom van den Nieuwenhuijzen, Tweede Kamerlid
- Sjeng Schalken, tennisser
- Hans Teeuwen, cabaretier, zanger, acteur en regisseur
- Frans Weekers, Tweede Kamerlid en staatssecretaris
- Nilüfer Gündoğan, Tweede Kamerlid